# محوطه انگز
محوطه انگز مربوط به هزاره سوم قم سده‌های میانه دوران‌های تاریخی پس از اسلام است و در شهرستان خرم‌آباد، بخش مرکزی، دهستان کرگاه شرقی، روستای انگز واقع شده و این اثر در تاریخ ۲۲ اسفند ۱۳۸۵ با شمارهٔ ثبت ۱۸۱۹۰ به‌عنوان یکی از آثار ملی ایران به ثبت رسیده است.